# دنيا بارك (الجزائر)
دنيا بارك، (بالفرنسية: Dounya Parc)‏ هو منتزه عالمي مركزي بدالي إبراهيم الجزائر العاصمة.